# اوژن کامارا
اوژن کامارا (انگلیسی: Eugène Camara; زاده ۲۱ ژانویهٔ ۱۹۴۲ – درگذشته ۲۲ نوامبر ۲۰۱۹) سیاستمدار اهل گینه بود. وی از ۹ فوریه ۲۰۰۷ تا ۱ مارس ۲۰۰۷ نخست‌وزیر گینه بود.
اوژن کامارا در ۲۲ نوامبر ۲۰۱۹، در سن ۷۷ سالگی در قاهره درگذشت.